# André-Marie Mbida
Pour les articles homonymes, voir Mbida.
 (janvier 2019).
Si vous disposez d'ouvrages ou d'articles de référence ou si vous connaissez des sites web de qualité traitant du thème abordé ici, merci de compléter l'article en donnant les références utiles à sa vérifiabilité et en les liant à la section « Notes et références ».
André-Marie Mbida, né le 25 décembre 1914 à Endinding (Cameroun) et mort le 2 mai 1980 à Paris (France), était un homme d’État camerounais, nationaliste pragmatique, premier camerounais natif à être élu député à l'Assemblée nationale française, Premier ministre du Cameroun, deuxième Premier ministre africain natif dans le continent noir, premier chef d'État du Cameroun autonome français du 12 mai 1957 au 16 février 1958 et premier prisonnier politique du Cameroun indépendant, du 29 juin 1962 au 29 juin 1965.

## Enfance et études
Issu de l'aristocratie traditionnelle, il est le fils du chef traditionnel Simon Monbele Ongo Nanga, chef de Ngo Lougou et Edingding, dans la région de Nyong et Sanaga, qui mena une rébellion contre les occupants allemands, et de Ngono Véronique. André-Marie Mbida, après avoir fréquenté l’école primaire d’Éfok (département de la Lekié), poursuivit ses études au petit séminaire d’Akono de 1929 à 1935, où il fréquenta les futurs présidents Fulbert Youlou et Barthélémy Boganda, élèves comme lui. Il exercera par la suite comme professeur de mathématiques et de latin, puis au grand séminaire de Mvolyé de 1935 à 1943.
Dans cet établissement, il s’initie à l’étude de la philosophie et de la théologie. Il songe un temps à rentrer dans les ordres, mais, après son départ du séminaire, il devient directeur de l’école rurale de Balessing en 1943. Après avoir complété sa formation par des études juridiques, il exerce la fonction d’agent du trésor à Yaoundé en 1945, durant une année, puis devient agent d’affaires à Ebolowa et Yaoundé, jusqu’en 1954. Comme agent d'affaires, ses revenus mensuels varient entre 500 000 Francs et 800 000 Francs CFA voire un million.

## Famille
Le 14 août 1946 il épouse Marguerite Embolo, fille de Fabien Assiguena chef de tribu Ìtón et propriétaire de plantations (il était l’un des plus grands producteurs de cacao du département de la Lekié) et de Marie Mbono, ancienne infirmière accoucheuse, une Mvog-Betsi de la tribu des Kóló de Yaoundé Mbankolo qui par ailleurs était la petite-fille du grand chef Omgba Bissogo (l'un des fondateurs de l'actuelle capitale Yaoundé avec son demi-frère, le chef Essono Ela). Avec son épouse Marguerite, il a six enfants, quatre fils et deux filles, dont l’actuel président du Parti des démocrates camerounais, Louis-Tobie Mbida, et Simon Pierre Omgba Mbida, diplomate camerounais. Alphonse Massi Mbida est chef d'entreprise en Île-de-France ; Paul Etoga Mbida, étudiant en mathématiques et en physique, meurt à Paris le 1er février 1985.

## Carrière politique

### Ascension
Il se voue à la cause des travailleurs et paysans du Cameroun et combat dans sa région d’origine pour la promotion culturelle dans le mouvement traditionnel nommé Anacsama. Catholique fervent, des liens très étroits continuent à l’unir à la hiérarchie catholique. Il milite au Bloc démocratique camerounais (BDC), le parti fondé par Louis-Paul Aujoulat et affilié au MRP. En 1952, il est élu à l’Assemblée territoriale, puis est désigné conseiller de l’Union française le 10 octobre 1953.
L’année suivante, il démissionne du BDC et fonde le  Cococam (Comité de coordination du Cameroun). Les raisons de cette rupture sont diversement interprétées, selon que l’on est partisan d’André-Marie Mbida ou de Louis-Paul Aujoulat. Selon Ateba Yene, André-Marie Mbida aurait été juste le porte-parole du Cococam. Ses fondateurs seraient Manga Mado, Ngoa Constantin,Ombgwa Onésime, maître Yene Joseph et Ateba Yené.
Selon une note anonyme datée du 17 mai 1954, la rupture entre Mbida et le BDC serait venue du fait que son président, Louis-Paul Aujoulat, était convaincu qu’il [Mbida] informait ses adversaires politiques. Aujoulat le lui aurait alors signifié et par réaction Mbida aurait décidé de le quitter et de créer son propre mouvement. Toutefois, Tsala Mekongo, l’ancien compagnon politique de Mbida, pense que cette séparation est due à la jalousie des autres membres du BDC qui s’inquiétaient de l’influence de plus en plus grandissante d’André-Marie Mbida dans le parti. Abel Eyinga pense plutôt que c'est l'opposition de Louis-Paul Aujoulat et du comité directeur du BDC à la candidature victorieuse d'André-Marie Mbida à l'Assemblée de l'Union française  le 16 octobre 1953 qui est à l'origine de cette rupture. On peut lire dans son ouvrage « Élu malgré tout Mbida tire les conséquences de l'attitude du laïc missionnaire en rompant définitivement avec lui, avec l'organisation des "aujoulatistes" aussi: le BDC ».
À la suite des sanglants évènements de mai 1955, réprimés par l’administrateur colonial Roland Pré, marqués par la dissolution des mouvements nationalistes camerounais et par l’emprisonnement massif de militants nationalistes, il participe à la campagne pour l’amnistie des prisonniers politiques. Il s’appuie aussi sur un petit bulletin ronéotypé, NKU, Le Tam-Tam. Toutefois, il retire, après son élection, toute référence à l'émancipation totale du Cameroun et offre son aide à Pierre Messmer pour « tout remettre en ordre et à regagner à l'administration française au Cameroun la confiance et l'estime des peuples que nous représentons ».
André-Marie Mbida se présente aux élections législatives du 2 janvier 1956 dans la troisième circonscription du territoire. Comme les socialistes, il se fait le défenseur des petits, proposant, bien sûr, sur le plan économique le relèvement du prix des produits d’exportation essentiels, cacao et café, et la suppression des intermédiaires qui défavorisent les petits planteurs. Il défend encore les fonctionnaires et les chefs autochtones ou coutumiers qu’il propose de rémunérer et demande une évolution des institutions.
Il réclame une épuration des cadres dans  l’Union française, il revendique « un acheminement progressif du Cameroun vers son autonomie, et plus tard vers son indépendance ». Mais il défend aussi des valeurs catholiques. Il préconise ainsi la lutte « contre le laïcisme en général », écrivant : « Je défendrai toujours l’enseignement privé et soutiendrai toujours que l’administration du territoire prenne à sa charge le traitement du personnel de cet enseignement ». Il entend encore encourager la monogamie, proposant une « opposition formelle au divorce de mariages religieux ». Durant cette campagne électorale on peut lire dans l'un des tracts « Voter Matin Abega, André Fouda, Charles Awono-Onana, Benoît Bindzi, Marc Etende, Philippe Mbarga - c'est voter Aujoulat - c'est voter Roland Pré - c'est voter le BDC - L'intégration du Cameroun à la France, le retour à l'indigénat, l'augmentation des impôts. Martin Abega et André Fouda sont les candidats de l'administration. Électeurs, Électrices, soyez attentifs, évitez toute cette liste. Voter seulement la liste André-Marie Mbida - la liste du coq vigilant et courageux ». Durant cette campagne électorale Mbida traita Aujoulat de « nuisible intrus». En effet on peut lire dans sa profession de foi aux électeurs « Chers Électeurs et Électrices, si vous l'approuvez, si vous estimez que la troisième circonscription mérite d'être représentée à l'Assemblée nationale par un natif et non par un très nuisible intrus, votez tous, le 2 janvier 1956, pour André-Marie Mbida ».
Ayant obtenu 66 354 voix contre 47 001 voix pour Charles Assalé et 20 517 voix pour le docteur Louis-Paul Aujoulat qui détenait le siège depuis la Libération et avait participé à plusieurs ministères de 1949 à 1955, il devient le premier Camerounais natif à être élu député à l’Assemblée nationale française par le collège de statut personnel.
Le 31 janvier 1956, Mbida est nommé à la Commission de la justice et de la législation et à la Commission des territoires d’outre-mer de l’Assemblée nationale. Il appartient aussi à la commission chargée de l’étude de la réforme du titre VIII de la Constitution française, portant sur l’Union française, et est désigné pour siéger au Conseil supérieur du travail et au Comité directeur du Fonds d’investissement et de développement économique et social (FIDES) qui finance le développement en Afrique. Il voit cette délégation renouvelée le 4 octobre 1957. Son élection étant validée le 14 février 1956, il s’apparente immédiatement au groupe socialiste SFIO, où siège déjà un autre élu camerounais Jules Ninine, et travaille aux côtés de Gaston Defferre, de Gérard Jaquet et de Pierre Messmer qui rédigent la loi-cadre sur l’autonomie de l’Afrique noire. NKU, le Tam-Tam de mars 1956 justifie son apparentement en expliquant qu’il ne peut être isolé et que la politique du groupe SFIO « paraît le moindre mal parmi toutes celles que se proposent les groupes métropolitains ». Il intervient peu à l’Assemblée, participant surtout à deux grands débats, celui qui concerne la loi-cadre en mars 1956 et celui du statut du Cameroun en mars 1957.
Le 23 décembre 1956, l’Assemblée législative du Cameroun (Alcam) remplace l’Assemblée territoriale du Cameroun (Atcam) et des élections législatives sont prévues. Les candidats peuvent se présenter en leur nom propre. Mbida et son équipe (Cococam et membres affiliés) prennent part à cette élection législative. À l'Alcam, ceux-ci créent le groupe parlementaire nommé les Démocrates camerounais (DC), lequel deviendra plus tard le Parti des démocrates camerounais. Ce groupe est composé de 21 membres et Mbida est son leader. Mbida met alors en place l'autonomie interne du Cameroun sous tutelle française. Le 16 avril 1957, le Cameroun devint un État autonome. Pierre Messmer décide de le nommer Premier ministre, après avoir toutefois hésité avec Ahidjo. Le 12 mai 1957, par 56 voix pour, 10 voix contre et 4 abstentions, il est officiellement désigné premier Premier ministre, premier chef de gouvernement et chef de l'État de facto du Cameroun autonome de langue française. Cette désignation était très symbolique parce qu’il était le deuxième Premier ministre africain natif dans le continent noir et le premier chef de l'État de fait du Cameroun.
Il intervient notamment pour faire incarcérer le chef de Baham, Pierre Kandem Ninyim, dont les sympathies allaient à l'UPC. Cette décision, fortement réprouvée par la population locale, contribue à déclencher l'insurrection de la région Bamiléké. Il se montre partisan de méthodes plus dures dans la répression de l'UPC. Dans une lettre au ministre de la France d'outre mer Gérard Jaquet, il exige des « mesures militaires pour réprimer, à temps et totalement, la rébellion. » Dans un discours d'une très grande violence, énumère les mesures qui seront prises contre les Bassa, dont certains ont rejoint les maquis upécistes, si les rebelles ne déposent par les armes : interdiction de circuler après 19 heures, regroupement des populations près des axes routiers, interdiction des cultures éloignées de plus de trois kilomètres des routes, etc. Mbida et Messmer vont si loin qu'ils effraient les membres de leur propre gouvernement, qui ne veulent pas s'associer à des mesures extrêmement répressives.
Daniel Doustin, l'un des principaux responsables de l'administration française, suggère, grâce à une astucieuse propagande, de « déguiser » Mbida en « leader d'un parti nationaliste » pour détourner la population de l'UPC.

### Faits marquants et actes de bravoure
De passage à Paris en septembre 1957, il présente le Cameroun comme un État-pilote en Afrique, justifie la tutelle conservée par la France en attendant l’indépendance complète et une place à l’ONU, et annonce que cette évolution renforce l’amitié franco-camerounaise.
Par ailleurs, il affronte ouvertement les Français, ce qui plaît considérablement à la population. C’est ainsi qu’il décide de mettre fin à la ségrégation raciale qui a lieu dans les quartiers où vivent les Blancs et dans les bistrots qu’ils tiennent. Il ordonne aux colons de retirer de leurs cafés les affiches plus qu’offensantes qu’ils y ont apposées et qui portent la mention « interdit aux chiens et aux Noirs ». Tout colon accusé de racisme est aussitôt expulsé, sur son ordre, du territoire camerounais, dès qu’il en est informé. Ainsi en quelques mois seulement de pouvoir, André-Marie Mbida procède à l’expulsion de plus de Français qu’il n'y en a eu en 49 ans d’indépendance.
Il croise également le fer avec le clergé catholique du Cameroun aux mains des Français. En sa qualité d’ancien séminariste, il affronte les prêtres blancs sur la question de la camerounisation du clergé. Il est ainsi l’initiateur du mouvement qui aura consisté à désigner des curés camerounais dans les paroisses. Cet activisme lui vaut la haine de René Graffin, évêque de Yaoundé. Ces actes accroissent considérablement la popularité d’André-Marie Mbida.
En compagnie de 15 députés de son groupe parlementaire des Démocrates camerounais, il crée  le Parti des démocrates camerounais avec l’élection du comité directeur — l’adoption d’un programme politique — d’une devise : « Dieu, Patrie, Justice, Égalité » - d’une emblème le « coq vigilant et courageux » (utilisé depuis l’élection au palais Bourbon)  à Abong-Mbang, le 12 janvier 1958.

### Dans la tourmente
Mbida savait que le Cameroun était un pays relativement jeune sans infrastructures ou élite politique qualifiée, ainsi il a proposé un projet visant à former une élite efficace en une période de dix ans. Les administrateurs français ont vu que Mbida était un politicien intelligent et comme il voulait aussi mettre un terme à la ségrégation raciale, les colons ont commencé à le critiquer.
En effet, alors que l'Élysée lui demandait d'avaliser l'idée de l'octroi d'une  « certaine indépendance » au Cameroun à très brève échéance, il s’en offusqua profondément en déclarant « (…) ça veut dire quoi, une certaine indépendance ? Soit c’est l’indépendance, soit ça ne l’est pas… Il ne saurait y avoir de semi-indépendance ou de semblant-indépendance (…) »,. Il s’oppose à cette politique de dérobade devant ses engagements, que la France est en train de lui proposer de cautionner, il déclare « pendant 51 ans, vous n’avez pas formé de gens, à présent vous voulez vous en aller : pas question ». Mbida confirma à nouveau ces faits avec plus de détails, comme son rejet de l'Union française, le 27 février 1959, devant la Quatrième commission des Nations unies.

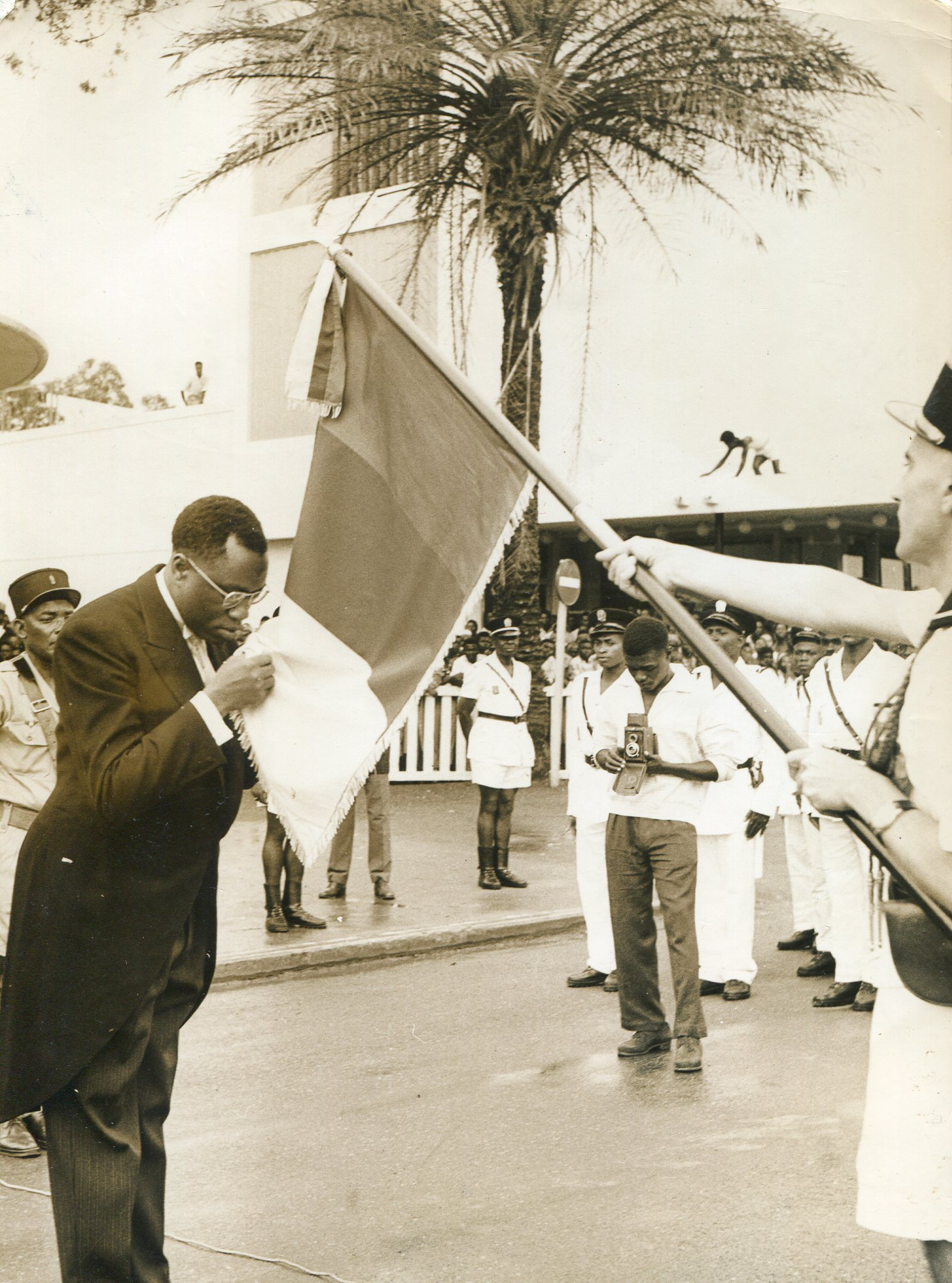
Devant la cathédrale de Yaoundé, André-Marie Mbida lève pour la première fois le tout premier drapeau camerounais, explique la devise et l'hymne est entonné.

Voici l'analyse qu'en fait l'écrivain et homme politique Enoh Meyomesse à la suite des propos de Mbida : « Cette réaction d’André-Marie Mbida, naturellement, ne plaît pas du tout au gouvernement français. Dans l’esprit de ce dernier, il est question d’accorder au territoire associé du Cameroun, une indépendance en paroles, vidée de tout son contenu. Pour le Premier ministre camerounais, il n’en est pas du tout question. Bien mieux, il se met à accuser le gouvernement français de se débiner devant ses responsabilités. Cette indépendance, à brève échéance, que suggère Paris, alors que depuis 51 ans que les Français ont envahi le Cameroun, ils ne se sont pas beaucoup dérangés à former des cadres, ne peut aboutir qu’à un fiasco. Imagine-t-on un pays indépendant sans cadres, c’est-à-dire sans médecins, sans ingénieurs, sans professeurs, sans administrateurs, etc. ? Que non. De cette indépendance-là, André-Marie Mbida n’en veut pas du tout. Cette indépendance va se traduire par le maintien des colons, dans tous les ministères, dans tous les secteurs d’activités, pendant que les Camerounais vont continuer à n’être que leurs boys. Non et non. Puisque le gouvernement français a enfin envisagé l’indépendance, André-Marie Mbida lui propose une période de dix ans, au cours de laquelle seraient formés, en masse, les cadres chargés de la gérer. Autrement dit, il désire contraindre la France à remplir, enfin, ses obligations de puissance administrant l’État sous tutelle du Cameroun, conformément aux accords de tutelle du 13 décembre 1946. Il s’oppose à cette politique de dérobade devant ses engagements, que la France est en train de lui proposer d’avaliser.»
Le 24 octobre 1957, il a introduit, à l’Assemblée législative du Cameroun, un projet de loi portant création d’un emblème de l’État du Cameroun. Le 26 octobre 1957, il en dépose le projet de loi portant sur l’adoption de l’hymne officiel « Chant de ralliement », de la devise du Cameroun « Paix, Travail, Patrie », et de la fête nationale « le 10 mai date de la première séance de l’Assemblée législative du Cameroun » à la place du 14 juillet, date de la fête nationale française.
Il est très intéressant de souligner que l’État sous tutelle du Cameroun, n’avait pas à disposer, ni d’un hymne à lui, ni d’une devise, ni d’un drapeau, différents de ceux de la France. De plus, le statut du 16 avril 1957  sur l'autonomie de l'État sous tutelle du Cameroun ne le prévoyait nullement !
Il est aussi primordial de souligner que d'après les accords de tutelle du 13 décembre 1946, l'administration française devait laisser flotter le drapeau de l'Organisation des Nations unies sur les bâtiments administratifs au Cameroun. Elle n'a pas respecté ce principe en faisant flotter uniquement son drapeau français. Ceci n'était donc pas conforme aux accords de tutelle qui prévoyait que dans un tel territoire, seule l'administration était confiée à la puissance tutrice. Aussi, il doit faire face à une agitation, à une crise de confiance due aux difficultés pour établir un ordre minimum, alors que la France assume encore l’essentiel de la répression, et à la montée de l’opposition.
L'Historien Thomas Deltombe et les auteurs du livre Kamerun! soulignent que Mbida s'est alors, par ses outrances, fâché avec à peu près tout le monde, en particulier les nationalistes modérés : « Dans le fond, Mbida en est resté au vieux modèle. Pour lui, l'indépendance est une perspective vague et lointaine, à laquelle il préfère l'assimilation à l'Empire français, en échange d'une certaine autonomie de gestion, sur le modèle de ce que la France tente d'orchestrer au Togo à cette période. »
En février 1958 le nouveau haut-commissaire de la République, Jean Ramadier, qui ne restera en fonction que deux semaines avant d’être rappelé par Paris, conduit contre lui un coup de force : dépôt de motions de censure contre le gouvernement Mbida, refus d'entériner le remaniement gouvernemental de Mbida après la démission d'Ahidjo de la coalition parlementaire, dons de 200 000 francs CFA à tous les parlementaires camerounais qui se ligueront contre Mbida), etc. André-Marie Mbida se rend à Paris pour protester auprès du président René Coty. Pourtant, le directeur de cabinet du président français note que « Mbida est entré dans une rage folle. Coty l'a considéré comme un déséquilibré et un fou dangereux - et il n'avait peut être pas tout à fait tort... »
Il est remplacé, le 18 février, par Ahmadou Ahidjo, qui devint par la suite président de la République de 1960 à 1982. Ahidjo, qui était au début son ami (et ex vice-Premier ministre de son gouvernement), a voulu l’intégrer dans son premier gouvernement, mais, comme il était en désaccord avec la politique extrêmement pro-française d’Ahidjo, il refusa et s’exila.
Le 16 septembre 1958, alors qu'il était de passage à Paris, André-Marie Mbida se prononce pour l'indépendance immédiate. Le 3 octobre 1958, son parti politique par voix de communiqué de presse exigea « l'indépendance immédiate du Cameroun — l'amnistie totale — la levée de tutelle ». Son parti demandera même une indépendance  au 1er janvier 1959. À Conakry, il élabore avec Félix-Roland Moumié et Ernest Ouandié un programme national camerounais minimum.

### Renaissance
De retour au Cameroun en 1960, Mbida réussit en très peu de temps à reconquérir une audience politique nationale que treize mois d’exil à Conakry (Guinée) avaient quelque peu flétrie. Le 10 avril 1960, après avoir refait l’unité du Parti des démocrates camerounais, il est élu député à l'unanimité (23 770 voix) le 10 avril 1960 dans sa  circonscription. À la suite de ces élections, l’audience et même la popularité de Mbida étaient ainsi établies au Cameroun avec une prédominance dans la région du Nyong-et-Sanaga. Mais la dernière bataille qu’il allait livrer contre le gouvernement Ahidjo, la bataille contre le parti unique, allait sonner le glas de sa vie politique.

### Déclin
Après avoir stigmatisé la présence continue des troupes et bases militaires françaises au Cameroun tout en accusant le Nord d’être dominé par les Lamibé dans un féodalisme obsolète, Ahidjo démet les démocrates de leurs fonctions ministérielles. Au cours des années 1961-1962, la vague de ralliements, de dissolutions et de fusions des autres partis avec l’Union camerounaise (UC) d’Ahidjo affaiblit considérablement le Parti des démocrates camerounais à l’Assemblée nationale en 1962.
Après la dispersion des upécistes à leur premier congrès en janvier 1962, depuis leur réhabilitation, André-Marie Mbida et d’autres leaders de l’opposition, à savoir, Marcel Bebey Eyidi (secrétaire général du Parti travailliste camerounais), Charles Okala (secrétaire du Parti socialiste camerounais) et Théodore Mayi-Matip (président du groupe parlementaire de l’Union des populations du Cameroun) crée un regroupement de partis dénommé le Front national unifié (FNU). Le 23 juin 1962, le FNU publie un manifeste signé par les quatre hommes. Ils affirment leur refus d'adhérer au parti unique. Ils ajoutent  qu'un parti unique aboutira infailliblement à la dictature. Ils furent arrêtés et incarcérés dans le Nord-Cameroun. Cette détention provoque une dégradation physique importante chez Mbida : il tombe malade et devient pratiquement aveugle. À sa sortie de prison en 1965, il est placé en résidence surveillée. Il revient donc en France se faire soigner à l’hôpital des Quinze-Vingts en 1966. De retour au Cameroun deux ans plus tard, il est de nouveau mis en résidence surveillée à Yaoundé du 3 août 1968 au 30 mai 1972.
André-Marie Mbida refusa de souscrire à l’idée de parti unique et jusqu’à sa mort, le PDC refusa de s’intégrer à l’Union camerounaise et plus tard à l’Union nationale camerounaise. Il abandonna pratiquement la vie politique. Les derniers moments de sa vie furent quelque peu pénibles car faits de solitude. En 1980, il connaît une nouvelle évacuation sanitaire, mais meurt aveugle à l'âge de 63 ans, des suites de tous ces sévices, à l’hôpital de la Pitié-Salpêtrière le 2 mai 1980 où il avait été admis deux semaines auparavant.